# ایلیا گلازنف
ایلیا گلازنف (روسی: Илья Глазунов؛ زادهٔ ۱۰ ژوئن ۱۹۳۰) نقاش اهل سن پترزبورگ روسیه است که برندهٔ جوایزی همچون جایزه هنرمند مردمی اتحاد جماهیر شوروی شده است. مضامین تاریخی و مذهبی تم غالب کارهای او را تشکیل می‌دهد.